# Bandera de Palafrugell
La bandera oficial de Palafrugell té la següent descripció:
| « | Bandera apaïsada, de proporcions dos d'alt per tres de llarg, vermella, amb un castell obert blanc d'alçària 27/36 de la del drap i amplària 10/27 de la llargària del mateix drap, al centre, i amb dues garbes lligades grogues, cadascuna d'alçària 13/36 de la del drap i amplària 4/27 de la llargària del mateix drap, posades a 23/72 de la vora superior, la primera a 2/25 de la vora de l'asta i la segona a 2/27 de la vora del vol. | » |

## Història
Finalitzada la tramitació de l'escut de Palafrugell, l'Ajuntament podia proposar una bandera que incorporés els elements més representatius de l'escut o bé els seus colors. L'opció escollida pel Ple de l'Ajuntament de Palafrugell de 30 de juny de 2004 va ser la primera, amb el castell i les garbes.
Aquesta fou aprovada per la Generalitat el 8 de juliol de 2005 i publicada al DOGC el 20 de setembre del mateix any amb el número 4473.